# Aflatoxina

Estructura química de la Aflatoxina B1.

Las aflatoxinas son micotoxinas producidas en pequeñas concentraciones por hongos del género Aspergillus. Los más notables Aspergillus flavus, Aspergillus niger y Aspergillus parasiticus. También pueden ser producidas por hongos del género Penicillium, como P. verrucosum. Las aflatoxinas son tóxicas. Después de la entrada al cuerpo, las aflatoxinas se metabolizan por el hígado con un reactivo intermedio, la aflatoxina M1
Permanentemente aparecen problemas en el mundo asociados a las aflatoxinas: el interés por ésta se produjo luego de  la  muerte repentina de cien mil pavos alimentados con cacahuetes infectados con aflatoxina, en Escocia, en 1960. Actualmente se conocen unos 20 compuestos químicamente similares, de elevada toxícidad y carcinogenicidad. Las aflatoxinas fueron descubiertas en 1960 por un grupo de investigación británico. Su nombre procede de la toxina del Aspergillus flavus y fue propuesto en 1962 por sus descubridores. 
Son de gran importancia en la industria de cereales, semillas, nueces de árboles y frutos deshidratados, ya que pueden ser contaminados por hongos toxigénicos, con formación de micotoxinas según las condiciones de almacenamiento. Su potencial de toxicidad es muy elevado, pueden provocar la muerte de cualquier ser vivo que consuma algún cereal infectado con alguna de las toxinas conocidas.

## Características químicas
Las aflatoxinas son inodoras, insípidas e incoloras. Químicamente, son estables en los alimentos y resistentes a la degradación bajo procedimientos de cocción normales. Es difícil eliminarlas una vez que se producen.
Las aflatoxinas son un grupo de hepatocarcinógenos pertenecientes a la familia de las difurano-cumarinas.
Se clasifican en dos grandes grupos de acuerdo con su estructura química:
- Serie1. difuro-cumaro-cicli-pentanonas (AFB1, AFB2, AFB2A, AFM1, AFM2, AFM2A y aflatoxicol).

- Serie 2. difuro-cumaro-lactonas (AFG1, AFG2, AFG2A, AFGM1, AFGM2, AFGM2A y AFB3)

## Biosíntesis
A lo largo del descubrimiento de las aflatoxinas se ha tratado de descifrar el proceso biosintético de ella, sin embargo los principales pasos bioquímicos y componentes genéticos descubiertos corresponden a la aflatoxina AFB1. Varios estudios han determinado que las aflatoxinas son sintetizadas en dos etapas a partir de malonil CoA, primero con la formación de hexanoil CoA, seguida de la formación de una antraquinona decaquetida. Una serie de reacciones de oxidación-reducción altamente organizadas, permite la formación de aflatoxinas.
Vía generalmente aceptada para la biosíntesis de aflatoxinas y esterigmatocistinas. Se muestran los genes correspondientes y sus enzimas. La aflatoxina. El grupo de genes de la vía biosintética en A. parasiticus y A. flavus se muestra en el panel A y el grupo de genes de la vía biosintética de la esterigmatocistina en A. nidulans en el panel B. El grupo de genes de la vía de la aflatoxina duplicado parcial en A. parasiticus se muestra en el panel C. Los nombres de los genes están etiquetados en el lado del grupo. Un grupo de genes de utilización de hexosa putativo se muestra 3 'con respecto al grupo de genes de la vía de las aflatoxinas. Las casillas abiertas en la barra vertical representan los genes de la vía y las flechas dentro de los recuadros indican la dirección de la transcripción del gen. Las flechas fuera de los recuadros indican las relaciones entre los genes y las enzimas que codificar; desde las enzimas hasta los pasos de bioconversión en los que participan; y de los intermedios a los productos en las etapas de bioconversión de aflatoxinas, respectivamente vely. Los principales pasos de bioconversión se resumen brevemente como sigue: El gen regulador, aflR, que codifica el factor regulador (proteína AFLR), controla, en el.
A nivel transcripcional, la expresión de los genes estructurales caracterizados hasta ahora. Los productos génicos fas-1, fas-2 y pksA, ácidos grasos sintasas y policétil de sintasa, respectivamente, participan en las etapas de conversión entre las unidades de acetato iniciales para la síntesis del policétido. El gen nor-1 codifica un reductase para la conversión de NOR a AVN. El gen avnA codifica una monooxigenasa de tipo citocromo P450 involucrada en la conversión de AVN a AVF. El gen avfA codifica una oxidasa implicada en la conversión de AVF en VHA. Los genes ver-1 y verA codifican deshidrogenasas para la conversión de VER A en DMST. El gen omtA codifica una O-metiltransferasa para la conversión de ST en OMST y DHST en DHOMST. El gen ordA codifica una oxidorreductasa involucrados en la conversión de OMST a AFB1 y AFG1 y DHOMST a AFB2 y AFG2. Abreviaturas: NOR, ácido norsolorínico; AVN, averantina; HAVN, 5’hidroxiaveratina; Averufanina AVNN; AVF, averufina; VHA, acetato de hemiacetal versiconal; VAL, versiconal; VerB, versicolorina B; VerA, versicolorina A; DMST, demetilsterigmatocistina; DHDMST, dihidrodemetilterigmatocistina; ST, esterigmatocistina; DHST, dihidroesterigmatocistina; OMST, O-methylsterigmatocys-estaño; DHOMST, dihidroO-metilesterigmatocistina; AFB1, aflatoxina B1; AFB2, aflatoxina B2; AFG1, aflatoxina G1; AFG2, aflatoxina G2 y M-transferasa, metiltransfearrasa.

## Condiciones de contaminación

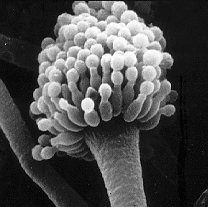
Aspergillus fumigatus bajo microscopio electrónico.

Los Aspergillus son muy comunes. La acumulación de aflatoxinas depende de las condiciones del medio ambiente.  Durante el crecimiento del hongo y el metabolismo primario se forman poca o ninguna aflatoxina. Antes de la cosecha, el riesgo para el desarrollo de aflatoxinas es mayor durante los períodos de sequía. Cuando la humedad está debajo del valor normal y la temperatura es alta, el número de esporas en el aire de Aspergillus se incrementa. Estas esporas infectan las cosechas a través de los insectos. Una vez infectada una planta, la producción de aflatoxinas se favorece. Durante la fase de post-cosecha, la proliferación de hongos y producción de aflatoxinas puede exacerbarse en lugares de almacenamiento con alta temperatura y humedad. Las temperaturas de crecimiento para Aspergillus flavus son: mínima de 6- 8 °C, óptima de 36-38 °C, y 44-46 °C como máxima. 
El hábitat de Aspergillus es el suelo, donde se encuentra en vegetación, heno, granos, deteriorados microbiológicamente e invadidos por todo tipo de sustratos orgánicos,mientras las condiciones ambientales sean favorables para su crecimiento.
Los cultivos más afectados son los cereales (maíz, sorgo, mijo, arroz, trigo), oleaginosas (olivo, soja, girasol, algodón), especias (chile, pimienta negra, coriandro, Curcuma longa, Zingiber officinale) y árboles (almendro, Pistacia vera, Juglans regia, Cocos nucifera).
La toxina puede hallarse en la leche de los animales alimentados con pasto contaminado.
El moho que puede producir aflatoxinas puede encontrarse en la manteca de maní o cacahuate, en nueces pecanas, en maíz o en trigo. La norma dictada por la "Food and Drug Administration" (FDA) de los EE. UU. para los alimentos agrícolas primarios y sus derivados, es de 20 µg/kg de aflatoxinas totales. 

## Patología
La exposición a altos niveles de aflatoxina puede producir una aguda necrosis, cirrosis y cáncer de hígado (carcinoma hepatocelular), con hemorragia, hepatitis aguda, edema, alteración en la digestión, en la absorción o en el metabolismo de los nutrientes, los síndromes de Reye y de Kwashiorkor especialmente en niños de los trópicos; el cuadro clínico incluye hígado graso y edema cerebral severo; a largo plazo se presentan efectos nocivos en la salud de los perros, gatos y reptiles exóticos.
Ningún animal es inmune a los efectos tóxicos agudos de las aflatoxinas; sin embargo, los humanos tienen una extraordinariamente alta tolerancia a la exposición de aflatoxinas y raramente sucumben a una aflatoxicosis aguda.
Las exposiciones crónicas y subclínicas no acostumbran a producir una aflatoxicosis aguda. Los niños, sin embargo, son particularmente afectados por la exposición a aflatoxinas con detención del crecimiento. La exposición crónica también da un alto riesgo de desarrollar cáncer de hígado, debido a que el metabolito Aflatoxina M1 puede intercalarse químicamente en el ADN y en la alquilación de bases a través de su metabolito epóxido.
La causa de la exposición a aflatoxinas es principalmente la ingestión de comidas contaminadas. La inhalación de estas toxinas también puede suceder ocasionalmente debido a exposición laboral.
Se han encontrado casos de daño agudo del hígado que puedan ser atribuidos a aflatoxicosis agudas. Un brote de hepatitis aguda en distritos adyacentes en la India, que afectó a varios cientos de personas, aparentemente estaban asociados con la ingestión de maíz altamente contaminado. Algunas de estas muestras contenían niveles de aflatoxina en el rango de mg/kg, en el que el mayor nivel registrado fue de 15 mg/kg.
El cáncer de hígado es más común en algunas regiones de África y del sudeste asiático que en otras partes del mundo, y cuando se considera la información epidemiológica junto con los datos de experimentación en animales, parece que una mayor exposición a las aflatoxinas puede incrementar el riesgo de cáncer primario de hígado. Existe una correlación positiva entre la ingesta diaria de aflatoxina con la dieta (en el rango de 3.5 a 222.4 mg/kg de masa corporal por día) y la tasa bruta de incidencia de cáncer primario de hígado (en el rango de 1.2 a 13.0 casos por 100 000 personas por año.
En vista de la evidencia de los efectos, particularmente el carcinógeno, de las aflatoxinas en varias especies animales, y de la asociación entre los niveles de exposición y la incidencia en humanos de cáncer de hígado, la exposición a aflatoxinas debería mantenerse tan baja como sea posible. Los niveles de tolerancia para los productos alimenticios establecidos en varios países deberían entenderse como una herramienta para facilitar el desarrollo de los programas de control de las aflatoxinas.

## Detección de aflatoxina en humanos
Hay dos técnicas para detectar niveles de aflatoxina en humanos.
1) Midiendo el AFM1-guanina en orina. La presencia de este producto de la metabolización indica exposición a aflatoxina en las 24 h anteriores. Sin embargo, esta técnica tiene un error significativo en dar resultado positivo en solo un tercio de los positivos. Adicionalmente, debido a la vida media de ese metabolito, el nivel de guanina AFM1 medido puede variar significativamente de día a día, dependiendo de la dieta, y no es útil para documentar exposición de largo término.
2) para medir el AFB1 - albúmina en el suero sanguíneo. Esta aproximación es significativamente más segura, ya que positiviza el 90% de los positivos. Además es útil para medir exposiciones crónicas, ya que mantiene la positivación por dos a tres meses.

## Tipos de aflatoxinas y sus metabolitos

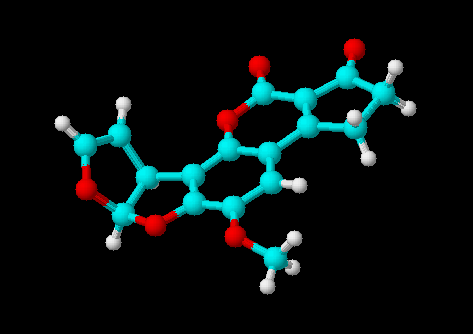
Estructura 3D de la Alfatoxina B1.

Estructura química de la Aflatoxina G1.

Al menos 13 diferentes tipos de aflatoxina son producidas en la naturaleza. La aflatoxina B1 es considerada la más tóxica y es producida tanto por Aspergillus flavus como Aspergillus parasiticus. La aflatoxina G1 y la G2 son producidas exclusivamente por A. parasiticus. Aunque la presencia de Aspergillus en productos alimentarios no significa siempre indicación de niveles dañinos de aflatoxina, si implica un riesgo significativo al consumir ese producto. 
- Aflatoxina B1 & B2: producida por Aspergillus flavus y A. parasiticus.
- Aflatoxina G1 & G2: producida por Aspergillus parasiticus.
- Aflatoxina M1: metabolito de la Aflatoxina B1 en humanos y en animales (exposición en ng que puede provenir de la leche materna).
- Aflatoxicol.

La designación de aflatoxinas B1 y B2 viene de que bajo la luz ultravioleta exhiben fluorescencia azul, mientras que las designadas como G se refiere a que muestran en sus estructuras relevantes fluorescencia amarilla verdosa bajo la luz ultravioleta. Además, dos de los productos metabólicos, aflatoxina M1 y M2, son contaminantes directos significativos de alimentos y piensos. Estos fueron los primeros en ser aislados de la leche de animales alimentados con preparaciones de aflatoxina; de ahí la designación de M (abeviatura de Milk, leche en idioma inglés).
Estas toxinas tienen estructuras muy parecidas y forman un grupo único de compuestos heterocíclicos altamente oxigenados, de forma natural.

## Toxicocinética
Las aflatoxinas poseen una alta liposolubilidad, por eso son absorbidas en el tracto gastrointestinal, son biotransformadas en el hígado por enzimas microsomales de la superfamilia del citocromo P450, entre las que se encuentran CYP1A2, 3A4, 3A5 y 3A7. Las dos enzimas más importantes son CYP3A4, que interviene en la formación de la forma exo-epóxido y el metabolito AFQ1, y la CYP1A2, que forma en su mayoría la forma endo-epóxido y la AFM1. En humanos se producen además otros metabolitos: aflatoxicol, AFP1, AFB2a y AFB1-2,2 dihidrodiol.
La vida media plasmática para la AFB1 es de 36,5 minutos, su volumen de distribución es 14% del peso corporal y el aclaramiento renal 1,25 l/kg/h. Aproximadamente el 80 por ciento de la dosis total de AFB1 se excreta en una semana. La AFM1 se excreta en las 48 horas siguientes a la ingestión y representa un 1-4% de la AFB1 ingerida.

## Toxicodinamia
La aflatoxina B1 (AFB1) está entre los más potentes carcinógenos conocidos. Su acción carcinogénica se basa en la biotransformación por el sistema hepático microsomal P450 a AFB1-8,9-epóxido, un metabolito altamente reactivo capaz de unirse a las proteínas, al ADN y al ARN; formando un compuesto estable con el N7 de los residuos guanil que puede causar mutaciones en el codón 249 del gen p53 supresor de tumores. Esta alteración es característica de varios carcinomas, especialmente del carcinoma hepático en el hombre. AFB1-8,9-epóxido forma uniones covalentes con los residuos de guanina del ADN, que se excretan por vía urinaria y pueden utilizarse como biomarcadores de exposición en los grupos con riesgo de cáncer de hígado.

## Presencia de aflatoxina en los alimentos
A diferencia de otras especies de aspergillus, los alimentos  fermentados a partir del Aspergillus oryzae destacan por su inocuidad alimentaria; al no ser capaz de producir aflatoxinas.

### Descontaminación de alimentos

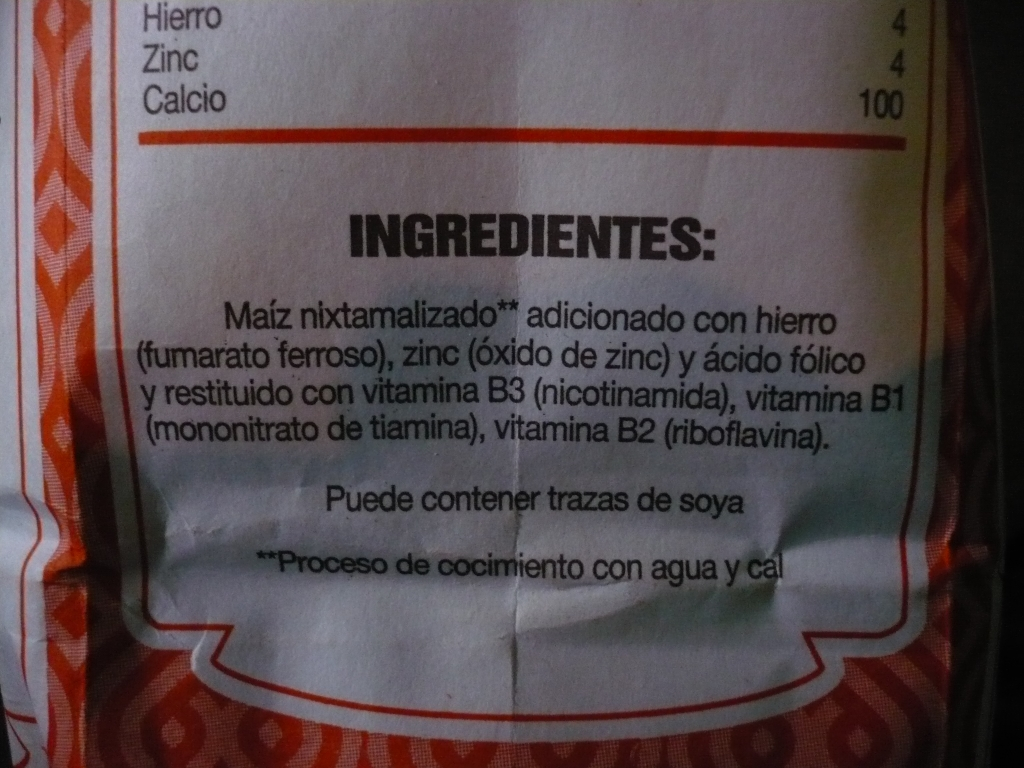
Composición de harina de maíz mexicana nixtamalizada

En países muy afectados por la contaminación de alimentos con aflotoxinas, como México, se han hecho ingentes esfuerzos para no desperdiciar alimentos contaminados o que se sospeche su contaminación. Un proceso creado por los indígenas es la nixtamalización el cual logra inactivar ciertas aflotoxinas entre un 70 a 91 %.

## Interacción entre aflatoxina y el virus de la Hepatitis B
Los estudios muestran que la infección concurrente con el virus de la Hepatitis B (HBV) durante la exposición a la aflatoxina incrementa el riesgo de carcinoma hepatocelular (HCC). Como el virus HBV interfiere con la habilidad de los hepatocitos a metabolizar aflatoxinas, una aflatoxina M1-ADN conjugada existe durante un prolongado período en el hígado, incrementando la probabilidad de daño de oncogénesis como el p53. Este efecto es sinergizante, el daño resulta mucho mayor que el de la suma de aflatoxina o HBV individualmente. (Williams, 2004)
La disminución de los niveles de infección de HBV con la vacunación es un medio efectivo y simple para reducir estos efectos dañinos sinérgicos, y además se debe disminuir la exposición crónica a aflatoxinas. Esta estrategia sería altamente efectiva – en regiones del mundo donde hay mucha aflatoxina, como en África del oeste y en China, que tienen altas tasas de infección con el virus HBV.